# Hundred Percent Free
Gli Hundred Percent Free sono stati un gruppo musicale giapponese.

## Storia
Il gruppo nasce ufficialmente nel luglio 2003 a Nagoya, in Giappone. Nel 2006, la band pubblica e mette in vendita un primo CD autoprodotto. L'inizio del successo, tuttavia, arriva nel 2008: a settembre debutta il "mini-album" Hundred Percent Free (col nome della stessa band). Con questo lavoro, il gruppo entra nella classifica rock di iTunes giapponese (in quel periodo ci sono anche i Coldplay ed i Metallica). Finalmente, a fine del 2008, il gruppo ottiene le prime sponsorizzazioni. Il 2009 è scandito da due eventi importanti. A marzo un componente (MK-II, Makotsu) decide di lasciare la band. A maggio, invece, esce il secondo "mini-album": REBOOT. Successivamente, inizia a circolare la notizia che la band sta lavorando a un nuovo album, questa volta completo. Ciò diventa realtà quando da gennaio 2010, nettamente in anteprima, una delle 15 canzoni che comporranno "JET! JET! JET!", viene costantemente usata in patria come sigla finale dell'anime Detective Conan, seguito da tante persone. Il titolo del brano (probabilmente per ora il più celebre del gruppo) è "Hello Mr. My yesterday". "JET! JET! JET!" verrà poi pubblicato il 6 aprile 2011 per intero.
Nel 2013 la band si scioglie.

## Membri
Il gruppo è formato ora da cinque componenti.
- Tack (Taku) - voce.
- Ko-KI (Kouki) - voce.
- SIG (Shige) - chitarra e compositore.
- KAZ (Kaz) - batteria.
- B-BURG (Bibagu) - compositore.

Ex membro
- MK-II (Makotsu) - basso.

## Album
- Hundred Percent Free (25 settembre 2008, "mini-album")
- REBOOT (20 maggio 2009, "mini-album")
- JET! JET! JET! (6 aprile 2011)

## Curiosità
- Tutti, oltre al loro vero nome, si fanno chiamare con una "sigla", evidentemente usata come soprannome o abbreviazione.
- Hanno il loro sito ufficiale: ("https://web.archive.org/web/20120114170044/http://www.100pf.jp/").
- Le canzoni, i loro rispettivi testi e i titoli sono quasi sempre in lingua giapponese.
- Inizialmente l'album "JET! JET! JET!" sarebbe dovuto uscire il 23 marzo 2011. Tuttavia, a causa del terremoto e maremoto del Tōhoku del 2011, la pubblicazione è stata posticipata al 6 aprile.